# پرچم یوکان
پرچم یوکان در ۱ مارس ۱۹۶۸ پذیرفته شد.ترکیب رنگ این پرچم به صورت سه نوار عمودی آبی و سفید و سبز و نشان یوکان در وسط قرار دارد.